# OTRS
Az Open Technology – Real Service (OTRS), régebbi nevén Open-source Ticket Request System, egy szolgáltatásmenedzsment szoftvercsomag, melyet cégek és szervezetek használnak. A program kezeli a beérkező kérdéseket, panaszokat, ajánlásokat, hibajelentéseket és az egyéb típusú kommunikációs formákat, amelyekhez jegyeket rendel. A jegyeket bizonyos feltételek alapján várólistákba kézbesíti, amelyekből az ügyintézők zárolhatják maguknak a jeggyel végzendő munkához. Minden jegy rendelkezik előzménnyel, így bármikor visszakövethető a teljes ügyintézési folyamat a jegy életciklusa során. Az OTRS képes a meglévő jegyeket egyesíteni és felosztani, kezeli a folyamatjegyeket, valamint támogatja a változások létrehozását a jegyekből.
Az OTRS::ITSM csomagok segítségével képes az ITIL szerinti folyamatok kezelésére. Az OTRS::ITSM volt az első nyílt forráson alapuló valós ITIL-kompatibilis IT-szolgáltatásmenedzsment megoldás, amely azóta is aktív fejlesztés alatt áll.
A vállalatok számára ajánlott OTRS szolgáltatásmenedzsment csomag elérhető teljesen menedzselt felhő (OTRS) és saját szerveres (OTRS On-Premise) változatban is.

## Története
Az OTRS projektet Martin Edenhofer indította 2001-ben. Ez a nyílt forráskódú közösség volt az alapja az OTRS vállalatcsoportnak. Az OTRS-en alapuló szakmai szolgáltatások megvalósítására és üzemeltetésére alapították az OTRS Group-ot, amely elkötelezetten támogatja a felhasználókat a világ minden táján. Látva az OTRS szolgáltatás növekvő keresletét, André Mindermann és Burchard Steinbild 2003-ban megalakította az OTRS GmbH-t, amely 2007 októberében OTRS AG-vé alakult át. Azóta további szervezetek jöttek létre az OTRS támogatására: 2010-ben az OTRS Inc. az Egyesült Államokban és az OTRS S.A. de C.V Mexikóban, 2016-ban az OTRS Asia Ltd. Hongkongban és az OTRS Ltda. Brazíliában, 2017-ben az OTRS ASIA Pte. Ltd. Szingapúrban, valamint 2018-ban az OTRS Magyarország Kft. Magyarországon. Napjainkban az OTRS Group több mint 100 alkalmazottal és 7 irodával működik.

## A nyílt forráskódú szabad verzió megszűnése
2020 december 23-án az OTRS AG bejelentette, hogy 2021. január 1-től megszünteti a Wikimédia által is használt szoftververzió támogatását.
A korábban szabad szoftver fejlesztése az OTRS támogatásának megszűnése után különböző neveken több verzióban is folytatódott (pl. OTOBO, ZLTS).
Az OTRS-közösség OTTER Alliance néven összefogott, hogy hosszú távon fennmaradjon a népszerű nyílt forráskódú jegyrendszer, a projektet Johannes Nickel, a Znuny ügyvezető igazgatója vezeti. A szövetség hét tagja a Znuny LTS-t az OTRS Community Edition kijelölt utódjaként ismeri el, és hosszú távon biztosítja a támogatást hozzá, amelyek licencdíj nélkül lesznek elérhetőek.
A Wikimedia Foundation 2021 áprilisában a Znuny LTS-re migrált át. Ezzel egy időben a korábban OTRS-nek nevezett Wikipédia-funkciót átnevezték VRTS-nek.

## Az OTRS rendszer funkciói
- ACL-ek használata: grafikus felületen keresztül vezérelhető, hogy kinek mihez legyen hozzáférése
- Általános ügyintéző: egy „robot” ügyintéző, amely előre meghatározott feltételek alapján képes automatikusan elvégezni bizonyos feladatokat – akárcsak az emberi ügyintézők
- Automatikus válaszok: egy bejövő jegykéréshez automatikus válaszok állíthatók be, amelyek tartalmazhatnak változókat is
- Biztonsági mentés és visszaállítás: az OTRS képes a teljes rendszerről (adatbázis, beállítások és fájlok) másolatot készíteni a teljes visszaállításhoz
- Chat, hang- és videóhívás: a kapcsolattartás gyors és hatékony formája titkosított adatátvitelen keresztül
- Csomagkezelő: az okostelefonoknál ismert alkalmazásbolthoz hasonlóan egyszerűen telepíthetők kiegészítők a rendszerre, valamint a meglévők is frissíthetők
- Csoportok kezelése: az ügyintézők csoportba sorolásával egyszerűbbé válik a jogosultságok kezelése
- Dinamikus mezők: a jegyek alapértelmezett attribútumai kiegészíthetők tetszőleges számú egyéb mezővel
- Dokumentumindexelés:
- Folyamatkezelés: a jegyek beirányíthatók egy előre meghatározott folyamatba, amelyen az ott megadott feltételek szerint halad végig
- Jegyelőzmények: a rendszernaplóhoz hasonló, de egy adott jegyre vonatkozó teljes élettörténet
- Jegyértesítések: az ügyintézők beállíthatják, hogy a jegy változásakor milyen eseményekről szeretnének értesítést kapni SMS-ben vagy e-mailben
- Jogosultságok kezelése: az ügyintézők pontosan azt tehetik meg, amihez jogosultságuk van, legyen az a várólisták kezelése, vagy bizonyos menüpontok elérése
- Levelek szűrése: a beérkező levelek alapértelmezetten a tárgy szerint vannak szűrve, de tetszőleges további szűrési feltétel is megadható
- OTRS démon: olyan ütemezett rendszerfolyamatok, amelyek a háttérben futva folyamatosan figyelnek a különféle eseményekre, és automatikusan végrehajtják azokat
- Parancssor: a rendszerrel, a jegyekkel és a felhasználókkal kapcsolatos feladatok parancssoron keresztül is elvégezhetők
- PGP és S/MIME kulcsok: a digitális aláíráshoz és az üzenetek titkosításához az OTRS támogatja a PGP és az S/MIME kulcsok használatát
- Rendszerkarbantartás: a karbantartás idejére bekapcsolható, hogy a felhasználók ne tudjanak bejelentkezni a frissítés alatt lévő rendszerbe
- Rendszernapló: a rendszer naplója elérhető magán a rendszeren belül egy grafikus felhasználói felületen
- Reszponzív felület: ugyanaz a kódrészlet dolgozik az összes felület mögött, legyen az egy számítógép monitora, vagy egy hordozható eszköz kijelzője
- SMS: üzenetek küldése rövid szöveges üzenetek formájában (bejegyzések, emlékeztetők, jegyértesítések)
- SQL doboz: egyszerű felület az OTRS adatbázisához tetszőleges lekérdezés végrehajtására (alapértelmezetten csak SELECT engedélyezett)
- Statisztikák: a jegyekkel kapcsolatos bármilyen információ lekérése és megjelenítése élő grafikonokon
- Témák és felszínek használata: egyedi témákkal és felszínekkel személyre szabható az OTRS grafikus felülete az ügyintézői és az ügyféloldalon is
- Webértesítések: az ügyintézők beállíthatják, hogy a jegy változásakor milyen eseményekről szeretnének értesítést kapni OTRS-en belül.
- Webszolgáltatások: az OTRS képes szolgáltatóként és kérelmezőként is működni a jegyek eléréséhez SOAP vagy REST protokollok használatával

## OTRS::ITSM
Az OTRS keretrendszer legnagyobb hivatalosan támogatott kiegészítői az OTRS::ITSM csomagok. Ezek az ITIL szerinti általános katalógus, változásmenedzsment, konfigurációmenedzsment, szolgáltatásszint-menedzsment, valamint incidens- és problémamenedzsment csomagokat tartalmaznak. Ezen csomagok telepítésével az OTRS maradéktalanul képes az ITIL előírásai szerint működni.

## STORM powered by OTRS
A kibervédelmi rendszerként ismert STORM powered by OTRS gerincét az OTRS adja. A rendszer az OTRS jegykezelő felületét használja, hogy gyors választ adjon a kibertámadásokra. A használt folyamatokat az OTRS AG szakértő csapata állította be, akiknek a kibervédelem terén mély tudása van. Ez az OTRS AG üzletének egyik növekvő területe, mivel a kibertámadások továbbra is a World Economic Forum által meghatározott kockázati lista élén vannak.

## Hardver- és szoftverkövetelmények
Az OTRS-nek nincs túlságosan nagy hardverkövetelménye. Javasolt azonban egy legalább 3 GHz-es Xeon vagy ehhez hasonló processzor, 8 GB RAM és 256 GB merevlemez a beállítások és az adatok tárolásához.
Az OTRS számos operációs rendszeren fut (Linux, Solaris, AIX, FreeBSD, OpenBSD, Mac OS 10.x), és különféle adatbázis-rendszereket támogat a központi OTRS háttérprogramnál (MySQL, MariaDB, PostgreSQL, Oracle). Teljesítmény- és skálázhatósági problémák miatt a Microsoft Windows platform és a Microsoft SQL Server már nem támogatott.
A webkiszolgálóhoz az Apache HTTP-kiszolgáló használatát javasolják a mod_perl modul használatával. Ettől eltekintve az OTRS fut bármilyen webkiszolgálón, amely képes Perl-parancsfájlokat végrehajtani.
Az OTRS webes felületének használatához modern böngészőre van szükség.

## Verziótörténet[12]
| Fő verzió | Fő verzió dátuma | Legutolsó kiadás | Legutolsó kiadás dátuma | Állapot               |
| --------- | ---------------- | ---------------- | ----------------------- | --------------------- |
| 1.0       | 2003-02-10       | 1.0.2            | 2003-02-04              | Tovább nem támogatott |
| 1.1       | 2003-05-01       | 1.1.3            | 2003-06-01              | Tovább nem támogatott |
| 1.2       | 2004-02-14       | 1.2.4            | 2004-07-05              | Tovább nem támogatott |
| 1.3       | 2004-09-20       | 1.3.3            | 2005-11-20              | Tovább nem támogatott |
| 2.0       | 2005-08-01       | 2.0.5            | 2007-07-19              | Tovább nem támogatott |
| 2.1       | 2006-10-05       | 2.1.9            | 2010-02-06              | Tovább nem támogatott |
| 2.2       | 2007-07-01       | 2.2.9            | 2010-02-06              | Tovább nem támogatott |
| 2.3       | 2008-08-04       | 2.3.6            | 2010-02-06              | Tovább nem támogatott |
| 2.4       | 2009-07-22       | 2.4.15           | 2012-09-20              | Tovább nem támogatott |
| 3.0       | 2010-11-15       | 3.0.22           | 2013-07-04              | Tovább nem támogatott |
| 3.1       | 2012-02-14       | 3.1.21           | 2014-04-01              | Tovább nem támogatott |
| 3.2       | 2013-01-29       | 3.2.18           | 2015-09-29              | Tovább nem támogatott |
| 3.3       | 2013-11-12       | 3.3.20           | 2017-11-21              | Tovább nem támogatott |
| 4.0       | 2014-11-25       | 4.0.33           | 2018-11-09              | Tovább nem támogatott |
| 5.0       | 2015-10-20       | 5.0.42           | 2020-03-27              | Tovább nem támogatott |
| 6.0       | 2017-11-21       | 6.0.30           | 2020-10-12              | Tovább nem támogatott |
| 7.0       | 2018-11-19       | 7.0.27           | 2021-06-14              | Még támogatott        |
| 8.0       | 2020-03-27       | 8.0.14           | 2021-06-14              | Jelenlegi stabil      |

## Közösség
Az OTRS keretrendszer mögött az OTRS Group tagjai mellett nagyon erős felhasználói közösség is áll. Közösségi fejlesztéssel történik az OTRS kiegészítő csomagok nagy részének karbantartása, illetve a keretrendszer honosítása. Az OTRS 38 nyelven érhető el, többek közt magyarul is.
A friss információk az OTRS levelezőlistákon is olvashatók Archiválva 2016. szeptember 24-i dátummal a Wayback Machine-ben.
Az OTRS funkcionalitását kiegészítő csomagok több helyen – közösségi kiegészítőként – elérhetők, de ezekhez csak a közösség nyújt támogatást, az OTRS AG nem.

## Forráskód és hibakövető
Az OTRS keretrendszert, a hivatalos OTRS csomagokat és a dokumentáció forráskódját a GitHub-on tartják karban. A forráskódra a GNU General Public License (GPL), míg a dokumentációra a GNU Free Documentation License (FDL) vonatkozik.
Az OTRS keretrendszerben, a hivatalos OTRS csomagokban és a dokumentációban talált hibákat az OTRS Group által üzemeltetett Bugzilla hibakövető rendszerbe lehet bejelenteni.
Mind a forráskód tárolóra, mind a hibakövetőre folyamatos aktivitás jellemző. Szinte nem telik el úgy nap, hogy ne tennének hozzá valamit a forráskódhoz, illetve ne javítanának valamilyen hibát a rendszerben. A hozzájárulók és a hibajelentők nagy része önkéntes közreműködő.

## Elágaztatások
A nyílt forráskódú projekteknél nem szokatlan az elágaztatás és a hivatalos tárolótól eltérő fejlesztés. Az OTRS-nek is léteznek alternatív verziói:
- KIX4OTRS: egy teljes OTRS-klón, amely önállóan szállítja a módosított OTRS-t a saját maguk által fejlesztett kiegészítőkkel
- Znuny: az OTRS projekt alapítója, Martin Edenhofer vezetése alatt álló, saját csomagtárolóval rendelkező szervezet

Mindkét szervezet biztosít a közösség számára ingyenesen elérhető OTRS csomagokat is.

## Magyar vonatkozású funkciók
Az OTRS aktív, önkéntes fejlesztői között magyarok is találhatók. Az ő hozzájárulásuknak köszönhetően az OTRS tartalmaz pár olyan funkciót, amely kifejezetten a magyarországi használat elősegítésére irányul. Ezek többek között:
- magyar nyelvű ügyfél-, ügyintézői és adminisztrációs felület az FSF.hu Alapítvány támogatásának köszönhetően[19]
- ingyenesen elérhető magyar nyelvű dokumentációk[20]
- keleti névsorrend használata[21]
- magyar nyelvű értesítő üzenetek[22] és statisztikák[23] a rendszer telepítésétől kezdődően

## Fordítás
Ez a szócikk részben vagy egészben  az   OTRS című angol Wikipédia-szócikk fordításán alapul.  Az eredeti cikk szerkesztőit annak laptörténete sorolja fel. Ez a jelzés csupán a megfogalmazás eredetét és a szerzői jogokat jelzi, nem szolgál a cikkben szereplő információk forrásmegjelöléseként.